# Anita Kulcsárová
Anita Kulcsárová (2. října 1976 Szerencs – 19. ledna 2005) mezi městy Pusztaszabolcs a Velence) byla maďarská házenkářka. S maďarskou ženskou házenkářskou reprezentací získala stříbro na olympijských hrách v Sydney roku 2000, stříbro na mistrovství světa v roce 2003 a zlato na mistrovství Evropy roku 2000. Krom toho má z evropského šampionátu dva bronzy (1998, 2004). Za národní tým nastupovala v letech 1996–2005, odehrála za něj 165 zápasů a vstřelila 402 branek. V roce 2004 získala své největší individuální ocenění, když byla Mezinárodní házenkářskou federací zvolena světovou házenkářkou roku. O udělení ceny se však již nedozvěděla, neboť ještě před tím zahynula, ve svých 28. letech, při autohavárii. Vozem tehdy mířila na trénink.